# Edward Rauch

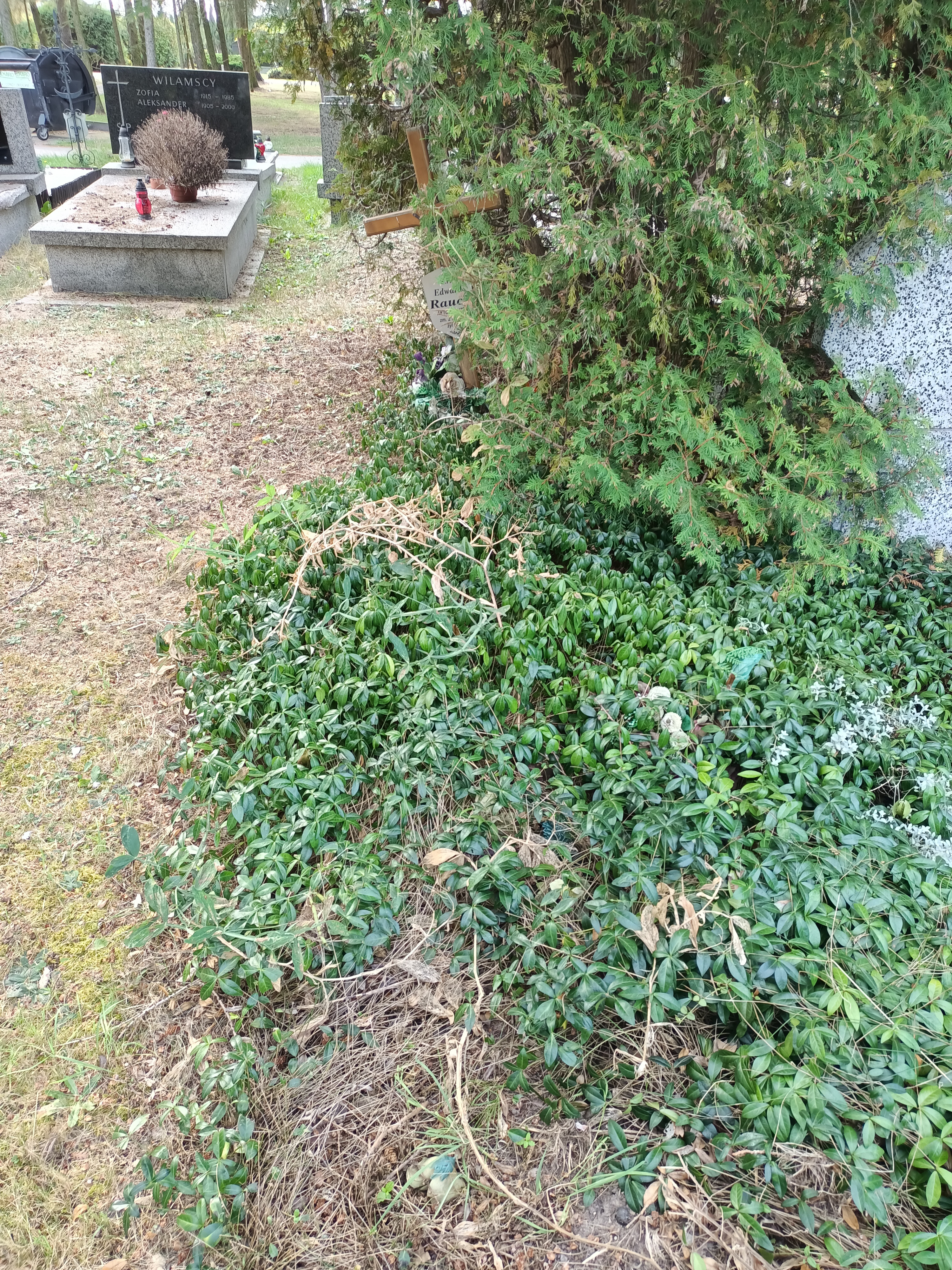
Grób Edwarda Raucha na Cmentarzu Komunalnym Północnym w Warszawie

Edward Rauch (ur. 13 października 1928 w Baranowiczach, zm. 2 kwietnia 1985 w Warszawie) – polski aktor teatralny, filmowy i radiowy, muzyk.

## Życiorys
Studiował prawo na Uniwersytecie Mikołaja Kopernika w Toruniu (1948–1952) oraz uczył się w Państwowej Wyższej Szkole Muzycznej w Sopocie (1949–1952). W latach 1953–1958 pracował w Teatrze Lalki i Aktora Miniatura w Gdańsku, początkowo jako aktor (do 1954 roku), a następnie jako muzyk. W latach 1957–1966 był związany z Gdańskim Studiem Rapsodycznym, gdzie pełnił funkcję kierownika muzycznego. Następnie, w latach 1966–1976, współpracował z estradami muzycznymi m.in. w Gdańsku, Warszawie i Bydgoszczy jako aktor, muzyk oraz kierownik muzyczny. Ostatnie lata pracy zawodowej spędził na scenie warszawskiego Teatru Narodowego (1974–1985). Wystąpił również w ponad czterdziestu audycjach Teatru Polskiego Radia (1975–1987) oraz dwunastu spektaklach Teatru Telewizji (1973–1984).
Został pochowany na komunalnym Cmentarzu Północnym w Warszawie. Pod koniec 2021 roku pojawiły się informacje, że grobowi aktora grozi likwidacja z powodu braku wniesienia opłat za pochówek.

## Filmografia
- Obrazki z życia (1975) - mężczyzna tańczący w lokalu (odc. 5 Bluzeczka)
- Czterdziestolatek (1975-1976) - dwie role:
  - właściciel samochodu kupowanego przez Antka (odc. 9)
  - Kołodziej, właściciel wytwórni pustaków (odc. 14)
- Polskie drogi (1976) - Pral, kierownik Arbeitsamtu (odc. 3)
- Doktor Murek (1976) - prezes Samuel Holbein (odc. 2)
- ...Cóżeś ty za pani... (1976) - dowódca oddziału
- Zamach stanu (1980) - widz na procesie brzeskim
- Wyrok śmierci (1980) - Zygmunt Kalita
- Miś (1980) - autor scenariusza w  ekipie filmu "Ostatnia paróweczka hrabiego Barry Kenta"
- Przypadek (1981) - działacz partyjny
- Najdłuższa wojna nowoczesnej Europy (1981) - radca Fickelheimer
- Dom (1982) - dorożkarz (odc. 9)
- Synteza (1983) - Gonzalez, adiutant Muanty
- Alternatywy 4 (1983) - mężczyzna w sklepie mięsnym (odc. 6)
- Siedem życzeń (1984) - dentysta (odc. 4)
- 5 dni z życia emeryta (1984) - kierownik sklepu mięsnego (odc. 1, 3)
- Zdaniem obrony (1985) - szatniarz Czesio (cz. 4 Starzy znajomi)
- Zamach stanu (1985) - widz na procesie brzeskim